# Klášter Jindřichov
Klášter Jindřichov (polsky Opactwo cystersów w Henrykowie) je zaniklý cisterciácký klášter v polském Jindřichově pocházející z morimondské filiační řady.

## Historie
K založení kláštera došlo díky iniciativě Mikuláše, notáře vévody Jindřicha I. Bradatého a okolnosti vzniku jsou popsány v tzv. Jindřichovské knize, což je klášterní kronika v níž se nachází první věta psaná v polštině. Mikuláš své statky přenesl na vévodu a ten zakladatelská práva ke klášteru předal svému synovi Jindřichovi Pobožnému. První cisterciáci na místo přišli roku 1227 z kláštera Lubuš. Během tatarského vpádu roku 1241 byl klášter vypálen a poté znovu obnoven. V 15. století jej plundrovali husité. Dnešní podoba je výsledkem barokní přestavby v 17. století.
Klášter byl v roce 1810 zrušen. V následujících letech se klášter stal panskou rezidencí. V roce 1946 byla při bývalém klášterním kostele zřízena farnost, a její správa byla svěřena cisterciákům z kláštera Szczyrzyc. Po roce 1990 přešel areál zcela zpět do rukou církve a z kláštera se stalo sídlo přípravného vzdělávacího ústavu pro budoucí diecézní seminaristy (konvikt) a v jiné části kláštera byl v roce 1997 zřízen dům s pečovatelskou službou, řízený diecézní charitou.